# Akagi (hangarfartyg)
Akagi var ett hangarfartyg i den kejserliga japanska flottan, det andra i flottan som togs i bruk, namngett efter ett berg i Japan. Fartyget mätte 260 meter och hade plats för 91 flygplan ombord. Hon kölsträcktes som en slagkryssare av Amagi-klassen. Bygget avbröts när Japan skrev på Washington Naval Treaty (som begränsade antalet slagkryssare) den 6 december 1922. Den 19 november 1923 återupptog man bygget, men nu som hangarfartyg. Hon sjösattes den 22 april 1925.
Hon deltog i det andra kinesisk-japanska kriget, attacken mot Pearl Harbor, slaget om Rabaul, bombningen av Darwin, slaget om Nederländska Indien och räderna i Indiska oceanen.
Under slaget vid Midway 1942 skadades Akagi så svårt av amerikanska störtbombflygplan från hangarfartygen USS Enterprise och USS Yorktown att hon fattade eld. Detta ledde till att Akagi förstördes när ammunition och bränsle exploderade. Det fortfarande flytande vraket sänktes dagen efter av japanska jagare med torpeder.